# BANF1
BANF1 (англ. Barrier to autointegration factor 1) – білок, який кодується однойменним геном, розташованим у людей на короткому плечі 11-ї хромосоми. Довжина поліпептидного ланцюга білка становить 89 амінокислот, а молекулярна маса — 10 059.
| 10         |  | 20         |  | 30         |  | 40         |  | 50         |
| ---------- |  | ---------- |  | ---------- |  | ---------- |  | ---------- |
| MTTSQKHRDF |  | VAEPMGEKPV |  | GSLAGIGEVL |  | GKKLEERGFD |  | KAYVVLGQFL |
| VLKKDEDLFR |  | EWLKDTCGAN |  | AKQSRDCFGC |  | LREWCDAFL  |  |            |

A: Аланін

C: Цистеїн

D: Аспарагінова кислота

E: Глутамінова кислота

F: Фенілаланін

G: Гліцин

H: Гістидин

I: Ізолейцин

K: Лізин

L: Лейцин

M: Метіонін

N: Аспарагін

P: Пролін

Q: Глутамін

R: Аргінін

S: Серин

T: Треонін

V: Валін

W: Триптофан

Кодований геном білок за функцією належить до фосфопротеїнів. 
Задіяний у таких біологічних процесах, як взаємодія хазяїн-вірус, ацетилювання. 
Білок має сайт для зв'язування з ДНК. 
Локалізований у цитоплазмі, ядрі, хромосомах.